# Alfred W. McCoy
Alfred „Al“ William McCoy (* 8. Juni 1945 in Concord) ist Professor für südostasiatische Geschichte an der University of Wisconsin in Madison. Er forscht und publiziert zur Geschichte der Philippinen, zur Außenpolitik der USA, der Kolonisierung Südostasiens, dem illegalen Drogenhandel und verdeckten Operationen des CIA.

## Studium und berufliche Entwicklung
Seine Eltern sind Alfred Mudge McCoy und Margarita Piel. McCoy besuchte bis 1964 die Kent School und legte 1969 sein Bachelorexamen an der Columbia University ab, 1969 beendete er den Masterstudiengang in Asian Studies an der University of California, Berkeley. 1977 wurde er an der Yale-University zum Doctor of Philosophy in Southeast Asian History promoviert. Seine Dissertation wurde von Harold C. Conklin betreut und befasste sich mit Yloilo: Factional Conflict in a Colonial Economy, Iloilo Province, Philippines, 1937-1955.
Seine Hochschultätigkeit begann er als wissenschaftlicher Mitarbeiter in Yale. Nach der Promotion verbrachte er ein Forschungssemester als research fellow an der Australian National University. Danach war er an der University of South Wales tätig (lecturer 1978–1981, senior lecturer 1981–1985) und wurde 1985 zum associate professor befördert. 1989 kehrte er in die Vereinigten Staaten zurück, wo er als Professor für Geschichte an der University of Wisconsin–Madison lehrte. McCoy wurden zwei Stiftungsprofessuren gewährt: J.R.W. Smail (2004–2015) und Fred Harvey Harrington (2015-heute).

## Publikationen

### Die CIA und das Heroin, 1972, 2003
McCoy befasst sich seit über 40 Jahren mit der Verwicklung US-amerikanischer Regierungsstellen in den internationalen Drogenhandel. Sein 1972 erschienenes Buch The Politics of Heroin in Southeast Asia. CIA Complicity in the Global Drug Trade (deutsch: Die CIA und das Heroin, Verlag Zweitausendeins, 2003) löste einen Skandal in den USA aus. Während seiner Recherchen hielt sich McCoy längere Zeit in Südostasien auf und interviewte unter anderem lokale Warlords, Drogenbarone und CIA-Agenten. Er gilt als einer der profiliertesten Experten zum Thema und sagte vor mehreren staatlichen Untersuchungskommissionen aus, die die Verwicklung der CIA in den Drogenhandel Südostasiens untersuchten.
Die CIA versuchte vor Erscheinen des Buchs 1972, durch Druck auf McCoys Verlag Harper & Row Einfluss auf das Manuskript zu erhalten. Der bekannte Enthüllungsjournalist Seymour Hersh veröffentlichte einen Artikel über diesen Zensurversuch in der Washington Post, woraufhin McCoy über Nacht landesweit bekannt wurde. Das Buch wurde mehrfach überarbeitet und um aktuelle Vorgänge erweitert, es gilt heute als Standardwerk. In neueren Ausgaben hinzugekommene Kapitel befassen sich mit der Rolle der CIA in Latein- und Südamerika sowie in Afghanistan (siehe Inhaltsverzeichnis unter Weblinks).
McCoy wirft der CIA weniger die direkte Mittäterschaft an Drogengeschäften vor – wenngleich er in seinem Buch einige Beispiele aus der Zeit des Vietnamkriegs belegt –, sondern die stille Duldung des Handels und die Komplizenschaft mit Drogenhändlern. Dazu gehören laut McCoy zum Beispiel die aktive Behinderung US-amerikanischer Strafverfolgungsbehörden wie der Drug Enforcement Administration (DEA), wenn diese Drogenhändler verfolgen wollen, die mit der CIA bei verdeckten Operationen zusammenarbeiten. Dazu zählt der Autor unter anderem Kommandeure der von der CIA unterstützten Contra-Rebellen im Contra-Krieg gegen Nicaragua, die in den 1980er Jahren erwiesenermaßen in großem Stil Kokain in die USA schmuggelten (siehe dazu auch Iran-Contra-Affäre und Dark Alliance).

### Policing America’s Empire, 2009
Ein weiterer Forschungsschwerpunkt McCoys ist die jüngere Geschichte der Philippinen. Dabei untersuchte er im Buch Policing America’s Empire: The United States, the Philippines, and the Rise of the Surveillance State. auch inwiefern die US-Politik auf den Philippinen mit ihrer dortigen starken Geheimdienstpräsenz später die Überwachung in den USA selbst prägte.

### Torture and Impunity, 2012
In seinen jüngsten Büchern untersucht er unter anderem Foltermethoden der CIA. Darin legt McCoy dar, dass Folter für die CIA kein „letztes Mittel“, sondern ein systematisch eingesetztes Werkzeug ist. Er spannt dabei einen Bogen von den Menschenversuchen des geheimen Forschungsprogramms MKULTRA über die Unterstützung der südamerikanischen Militärdiktaturen der 1970er und 1980er Jahre bis hin zu den Vorgängen im irakischen Abu-Ghuraib-Gefängnis.

## Preise und Auszeichnungen (Auswahl)
- 1985 – Philippine National Book Award
- 1995 – Philippine National Book Award
- 1998 – Fulbright-Hays Faculty Research Abroad
- 2001 – Philippine National Book Award
- 2001 – Association for Asian Studies, Grant Goodman Prize
- 2004 – University of Wisconsin Graduate School, J.R.W. Smail Chair in History
- 2011 – Association for Asian Studies, George Kahin Prize
- 2012 – Yale Graduate School Alumni Association, Wilbur Cross Medal
- 2012 – University of Wisconsin-Madison, Hilldale Award for Arts and Humanities

Quelle:

## Veröffentlichungen
- als Herausgeber mit Nina S. Adams: Laos: War and Revolution.  Harper & Row, New York 1970.
- The Politics of Heroin in Southeast Asia: CIA Complicity in the Global Drug Trade. Harper & Row, New York 1972, ISBN 0-06-012901-8.
  - The Politics of Heroin. CIA Complicity in the Global Drug Trade – Revised Edition. Lawrence Hill Books, Chicago 2003, ISBN 1-55652-483-8
- Priests on Trial: Father Gore and Father O'Brien Caught in the Crossfire Between Dictatorship and Revolution. Penguin Books, New York 1984, ISBN 978-0-14-007938-8
- als Herausgeber mit Alan A. Block: War on Drugs: Studies in the Failure of U.S. Narcotics Policy. Westview, Boulder 1992, ISBN 0-8133-8551-2.
- Closer Than Brothers: Manhood at the Philippine Military Academy. Yale University Press, New Haven 1999, ISBN 0-300-07765-3.
- A Question of Torture: CIA Interrogation, From the Cold War to the War on Terror. Henry Holt and Company, New York 2006, ISBN 0-8050-8041-4.
- An Anarchy of Families: State and Family in the Philippines. : University of Wisconsin Press, Madison 2009. ISBN 971-550-128-1
- Policing America’s Empire: The United States, the Philippines, and the Rise of the Surveillance State. University of Wisconsin Press, Madison 2009, ISBN 978-0-299-23414-0.
- Torture and Impunity (Critical Human Rights). University of Wisconsin Press, 20. Juli 2012, ISBN 0-299-28854-4
- In the Shadows of the American Century: The Rise and Decline of US Global Power (Dispatch Books). Haymarket Books, Chicago 2017, ISBN 1-60846-773-2
- Endless Empire: Spain’s Retreat, Europe’s Eclipse, America’s Decline. University of Wisconsin Press, Madison 2012,
- Beer of Broadway Fame: The Piel Family and Their Brooklyn Brewery. State University of New York Press, Albany 2016.
- To Govern the Globe: World Orders and Catastrophic Change. : Haymarket Books, Chicago 2021.

Deutschsprachige Übersetzungen
- Die CIA und das Heroin. Weltpolitik durch Drogenhandel. Zweitausendeins, Frankfurt am Main 2003, ISBN 3-86150-608-4.
  - Die CIA und das Heroin. Weltpolitik durch Drogenhandel. überarbeitete und erweiterte Neuausgabe, Westend Verlag, Frankfurt 2016, ISBN 978-3-86489-134-2.
- Herzland und Weltinsel: Warum Halford J. Mackinders geopolitische Thesen von Bedeutung sind, in: Lettre International Nr. 120, Frühjahr 2018
- Schachbrett der Welt: Großmeister im Großen Spiel – die Vereinigten Staaten gegen China, in: Lettre International Nr. 111, Winter 2015
- Das grosse Spiel: Geopolitik des Niedergangs – Washington vs. Peking im 21. Jahrhundert, in: Lettre International Nr. 110, Herbst 2015
- Überwachungsbumerang: Die Formierung des US-amerikanischen Sicherheitsregimes, 1898–2020, in: Lettre International Nr. 102, Herbst 2013
- Foltern und Foltern lassen. 50 Jahre Folterforschung und -praxis von CIA und US-Militär. Zweitausendeins, Frankfurt am Main 2005, ISBN 3-86150-729-3.